# Emanuela Baio Dossi
Emanuela Baio (Bernareggio, 10 settembre 1956) è una giornalista e politica italiana.

## Biografia
Laureata in Lettere con tesi in Storia contemporanea, è stata giornalista di Avvenire e de Il Sole 24 Ore. Alle elezioni regionali lombarde del 2000 è candidata consigliere nel listino bloccato del candidato presidente del centrosinistra Mino Martinazzoli, ma a causa della sconfitta di quest'ultimo non è eletta. È senatrice della Margherita dalla XIV legislatura. Viene confermata nella legislatura successiva, è membro per il gruppo PD-L'Ulivo della 12ª Commissione permanente (Igiene e sanità), della Commissione speciale per la tutela e la promozione dei diritti umani e della Commissione parlamentare per l'infanzia. Nel 6 maggio 2008 è eletta segretaria d'aula del Senato della Repubblica.
Il 15 febbraio 2011 annuncia la propria uscita dal PD, che ritiene "incapace di prospettare soluzioni e aggregazioni politiche in grado di rispondere ai gravi problemi in cui versa l'Italia" e aderisce all'Alleanza per l'Italia.
Ricandidata per la quarta volta al Senato della Repubblica alle elezioni politiche del 2013 con Scelta Civica per l'Italia in regione Lombardia, non viene rieletta.
Per le elezioni comunali di Bernareggio, suo comune di residenza in provincia di Monza e Brianza, nella primavera del 2019 si candida a sindaco con una lista di centrodestra contro l'amministrazione uscente ma viene sconfitta.